# قماش البودنغ

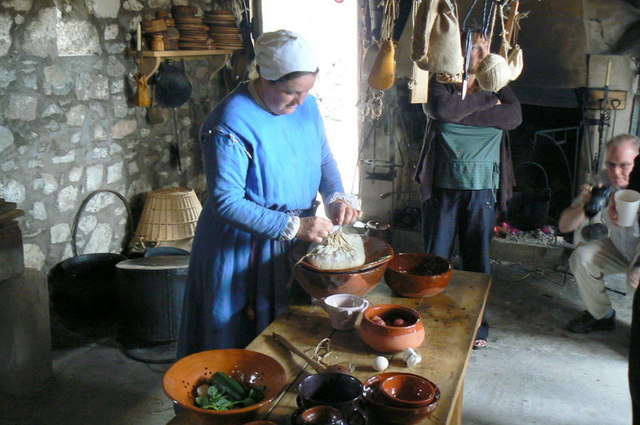
استخدام قماش البودنغ

قماش البودنغ هو إحدى أدوات الطبخ يشبه القماش القطني المستخدم في صناعة الجبن أو الشاش.وهو بديل للطهي في جلود مصنوعة من أمعاء الحيوانات - والتي كانت طريقة شعبية منتشرة في إنجلترا في القرن السابع عشر- قابل لإعادة الاستخدام ويستخدم لطهي مجموعة واسعة من الحلويات.

## الاستخدامات الشائعة

### التحلية
قبل القرن التاسع عشر كان قماش البودنغ يستخدم في تحضير بودنج عيد الميلاد الإنجليزي. كما يستخدم في تحضير حلوى البودينج الإسكتلندية التقليدية التي يتم سلقها في قماش البودينغ. ويستخدم في الطريقة التقليدية لطهي شرائح بودنج المربى الملفوف.

### الأطعمة المالحة
تم صنع حساء البازلاء المعروف بإسم بودنغ بيز لأول مرة في بداية القرن السابع عشر مع ظهور قماش البودنغ.